# Одінель II де Умфравіль
Одінель II де Умфравіль (англ. Odinel de Umfraville; помер у 1182) — англійський аристократ, феодальний барон Прадо, син Одінеля I де Умфравіля. Він виховувався при дворі шотландського принца Генріха Хантінгдонського. Однак коли шотландський король Вільгельм I Лев (син Генріха) почав в 1173 році вторгнення в Північну Англію, Одінель відмовився підтримати його, чим привів короля в лють. В помсту шотландці в цьому і наступному роках намагалися захопити його замок Прадо. Облога успіхом не увінчалася, хоча володіння Умфравілей і були сильно розорені. Більш того, в 1174 році Одінель встиг покинути замок до приходу шотландців й вирушив за підмогою, внаслідок чого 13 липня в битві при Алніку англійська армія розбила шотландців, а сам король потрапив у полон. Пізніше Одинель, якого в «Чудесах Святого Освіна» називають «наймогутнішим з володарів Нортумберленду», перебудував замок Прадо.

## Походження
Документально не встановлено, коли представники роду з'явилися в Англії. В цей час вважається найбільш імовірним, що Умфравілі походять з нормандського поселення Офранвіль, розташованого недалеко від Дьєппу. Першим достовірним відомим представником роду був Роберт I де Умфравіль, який отримав від англійського короля Генріха I володіння в Нортумберленді і Йоркширі. Головною резиденцією Умфравілів став замок Прадо, що розташовувався на південь від річки Тайн, який дозволяв контролювати дорогу з Карлайла в Ньюкасл. Крім того, ймовірно, що саме Роберт I де Умфравіль отримав в Шотландії володіння в Кіннерді та Даніпасі (Стерлінгшир), якими пізніше розпоряджалися його нащадки.
Роберт від шлюбу з невідомою залишив двох синів: Одінеля I, що успадкував англійські володіння, і, ймовірно, Гілберта I, основні інтереси якого лежали в Шотландії. Близько 1157 року Генріх II, який прагнув убезпечити Нортумберленд від шотландців, надав Одінелю землі з умовою, що той там побудує замок. Будівництво дерев'яного замку типу мотт і бейлі, що отримав назву Харботтл, почалося близько 1160 року.
Єдиним достовіро відомим сином Одінеля I був Одінель II. Ім'я матері останнього не встановлене.

## Життєпис

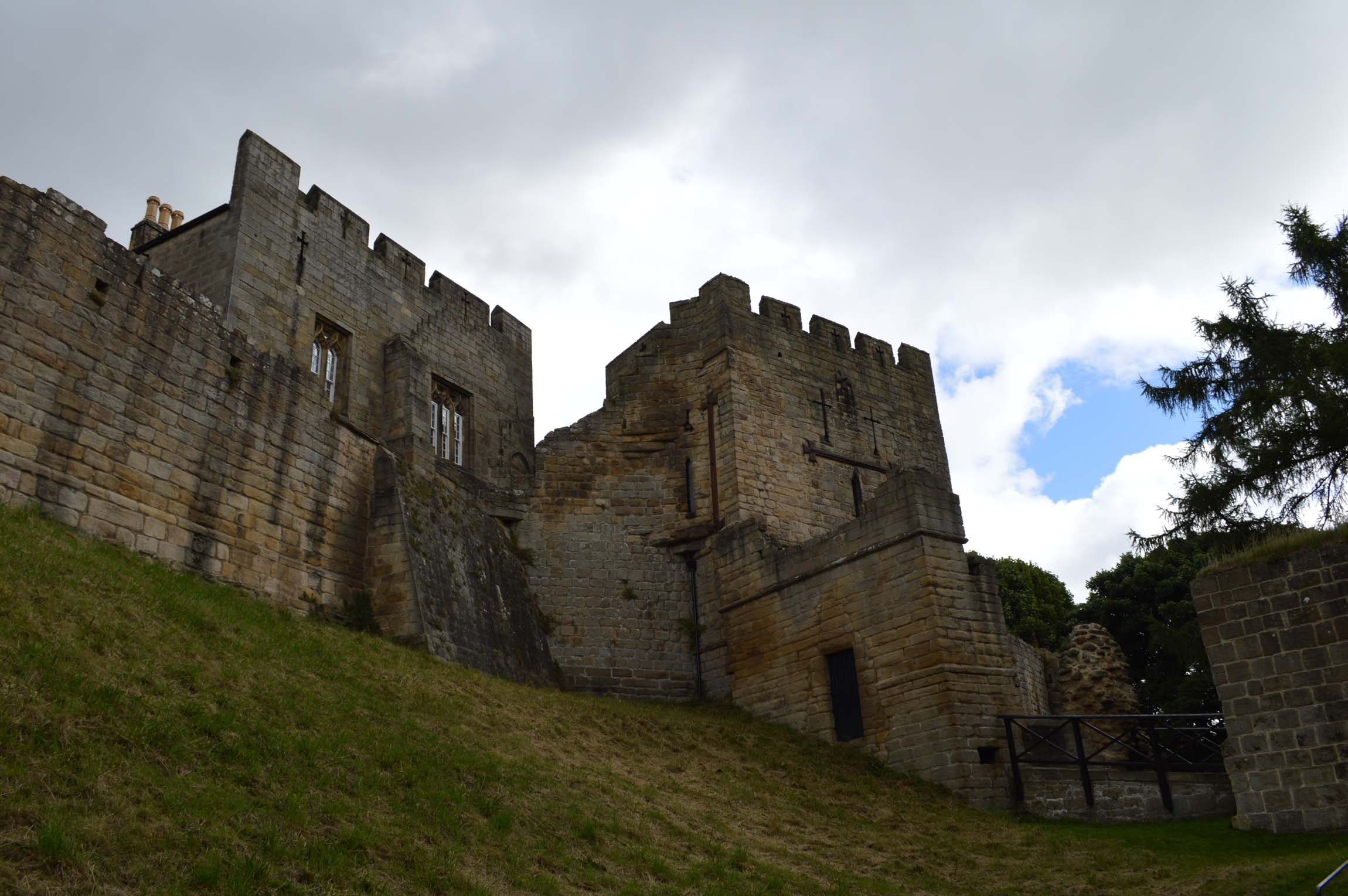
Замок Прадо— головна фортеця Одінеля

Одінель I останній раз згадується в 1166 році; ймовірно, незабаром після цього йому спадкував син, Одінель II.
За повідомленням хроніста Джордана Фантосма, Одінель II виховувався в сім'ї шотландського принца Генріха, сина короля Давида I. Він якийсь час підтримував транскордонну політику своєї сім'ї та був свідком низки хартій шотландського короля Вільгельма I Лева. Фантосм повідомляє, що, плануючи в 1173 році вторгнення в Північну Англію, Вільгельм очікував, що Одінель приєднається до нього, і був в такій люті, коли цього не сталося, що вирішив захопити замки Одінеля, бажаючи «повністю зруйнувати його щастя».
Коли почалося шотландське вторгнення, армія Вільгельма I обложила замок Прадо головне укріплення Умфравілів. Однак, попри запеклу атаку, захопити його шотландцям не вдалося. Наступного року при новому вторгненні шотландська армія захопила замок Харботтл, але Прадо знову встояв. Сам Одінель, дізнавшись про наближення шотландців, вирушив до Йорка, де повідомив шерифу Йоркшира Роберту де Стутвилю про загрозу. Роберт негайно зібрав ополчення і рушив до Прадо. Дізнавшись про наближення армії, шотландський король зняв облогу і відступив на північ. Вирішивши, що він досить відірвався від англійців, він осадив замок Алнік, гарнізон якого був незначний, відправивши більшу частину своїх людей розоряти околиці. Ймовірно, це було на початку липня.
Вранці 13 липня йоркширське військо, яке зібрав Одінель де Умфравіль, вирішило виступити з Прадо, куди вони підійшли вже після відступу шотландської армії. Попри те, що у них було всього 400 вершників, а у Вільгельма, за чутками, понад 800 бійців, вони рушили в погоню. До вечора вони подолали 24 милі, і тут опустився туман. Але вони продовжили шлях і несподівано побачили Алнік, під стінами якого шотландський король і близько 60 лицарів влаштували турнір, не підозрюючи, що противник знаходився неподалік. Скориставшись раптовістю, англійці напали на шотландців. Вільгельм спочатку прийняв нових вершників за своїх; тільки коли вони розгорнули прапори, шотландці усвідомили, хто перед ними. Після короткої сутички у Вільгельма вбили коня, який, впавши, придавив його, після чого король здався в полон Ранульфу де Гленвилю. Полоненого короля відправили до Річмонда, шотландці, які дізналися про те, що трапилося, також вирушили за Твід. Пізніше Вільгельма I Лева переправили до Фалезу в Нормандії.
Збиток, який був нанесений шотландськими вторгненнями володінням Одінеля, був настільки великий, що йому довелося заплатити 20 фунтів, щоб згодом з'явилася можливість розмістити в Прадо гарнізон.
У 1177 році Одінель був присутній в Лондоні, коли англійський король Генріх II проводив арбітраж між королями Кастилії та Наварри. Однак по суті він залишався магнатом Півночі. У «Чудесах Святого Освіна» Одінель названий «наймогутнішим з володарів Нортумберленду». Там вказується, що для будівництва даху свого замку він реквізував селян з Тайнмутського аббатства. Ймовірно, що це повідомлення належить до періоду після шотландського вторгнення 1174 року, коли Одінель почав будівництво нового замку Прадо.
Одінель був одружений з Еліс, дочкою юстиціарія Англії Річарда де Люсі. Цей шлюб приніс йому маєток Торні Грін у Саффолку. До моменту смерті його маєтки в Нортумберленді приносили щорічний дохід в 60 фунтів. Також у нього були маєтки в Йоркширі, Саффолку і Ратленді, які, можливо, приносили в сумі такий самий дохід.
Одінель відомий як благодійник монастирів Гексем і Ньюмінстер.
Одінель помер у 1182 році. Йому спадкував старший син Роберт II де Умфравиль.

## Шлюб і діти
Дружина: Еліс (Аліса) де Люсі, дочка Річарда де Люсі, юстиціарія Англії. У цьому шлюбі народилося 4 або 5 синів і мінімум 3 дочки, шлюби яких значно зміцнили становище Умфравілів. Серед них відомі:
- Роберт II де Умфравиль (помер в 1195), феодальний барон Прадо з 1182 року[3].
- Річард де Умфравіль (помер в 1226), феодальний барон Прадо з 1195 року[3][5].